# 콩스탕스 루소
콩스탕스 루소(Constance Rousseau, 1989년 8월 13일 ~ )는 프랑스의 배우이다.